# Schiffswerft Óbuda

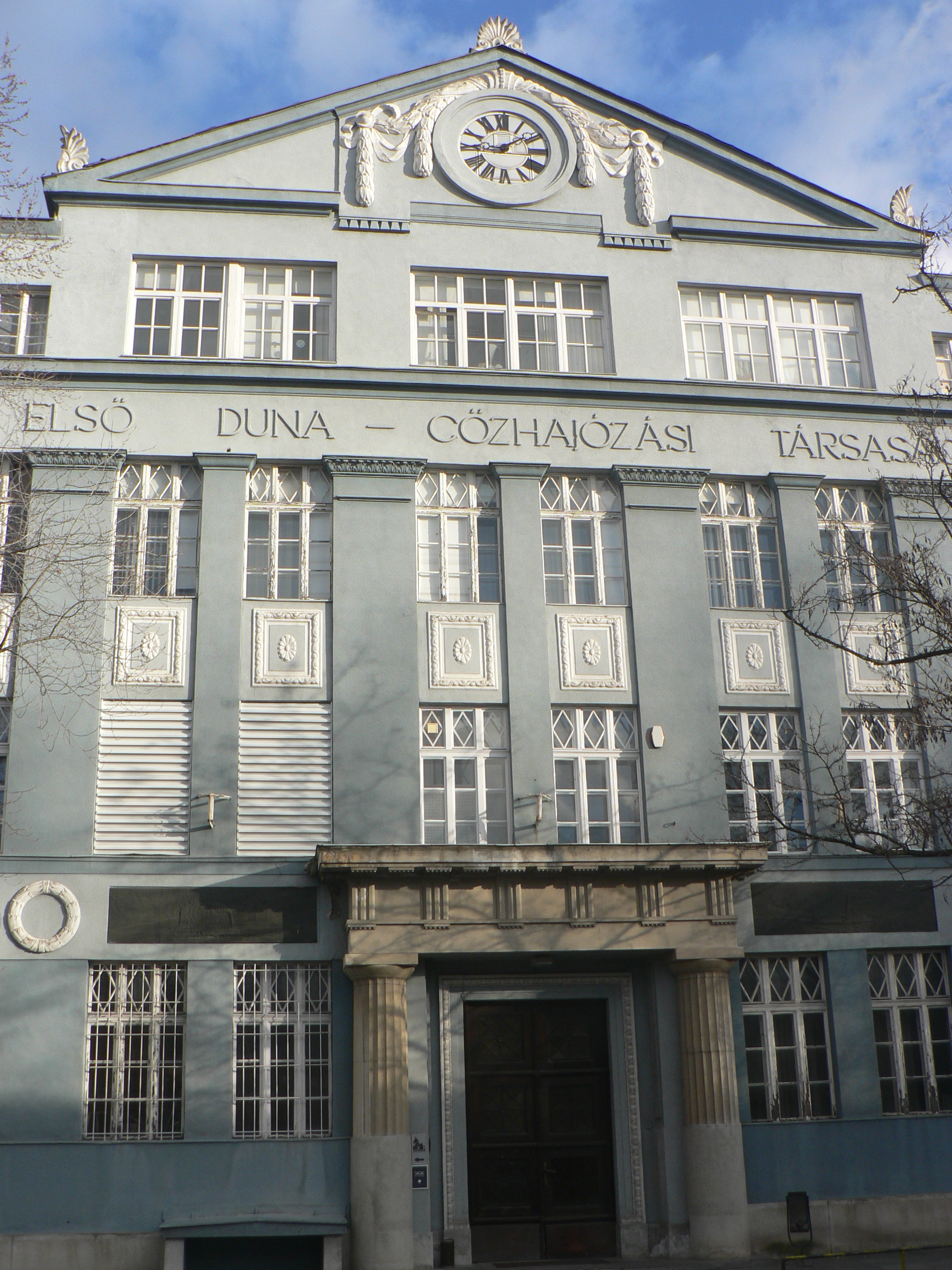
Das ehemalige Verwaltungsgebäude mit dem ungarischen Wortlaut der DDSG

Die Schiffswerft Óbuda war die Hauptwerft der Ersten Donau-Dampfschiffahrts-Gesellschaft (DDSG) in der ehemaligen Stadt mit Marktrecht Óbuda, die 1873 ein Teil der Hauptstadt Budapest wurde.
Hier wurden im Laufe von über 150 Jahren hunderte von Passagier- und Frachtschiffen (vor allem Schaufelraddampfer), Lastkähne, Schwimmkräne, Schlepp- und Schubboote, Eisbrecher und andere Schiffe gebaut, die oft den durchschnittlichen technischen Standard übertrafen.

## Geschichte

### Von der Gründung bis 1938

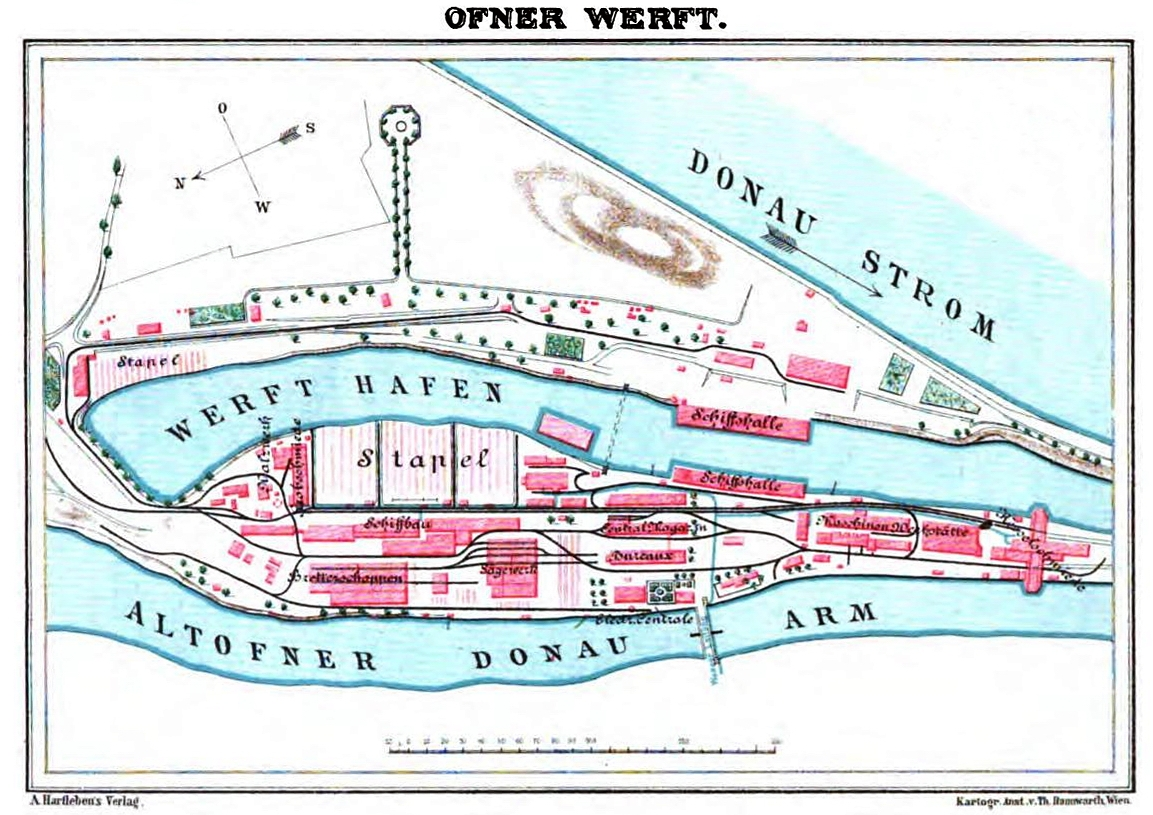
Plan des Werftgeländes (1896)

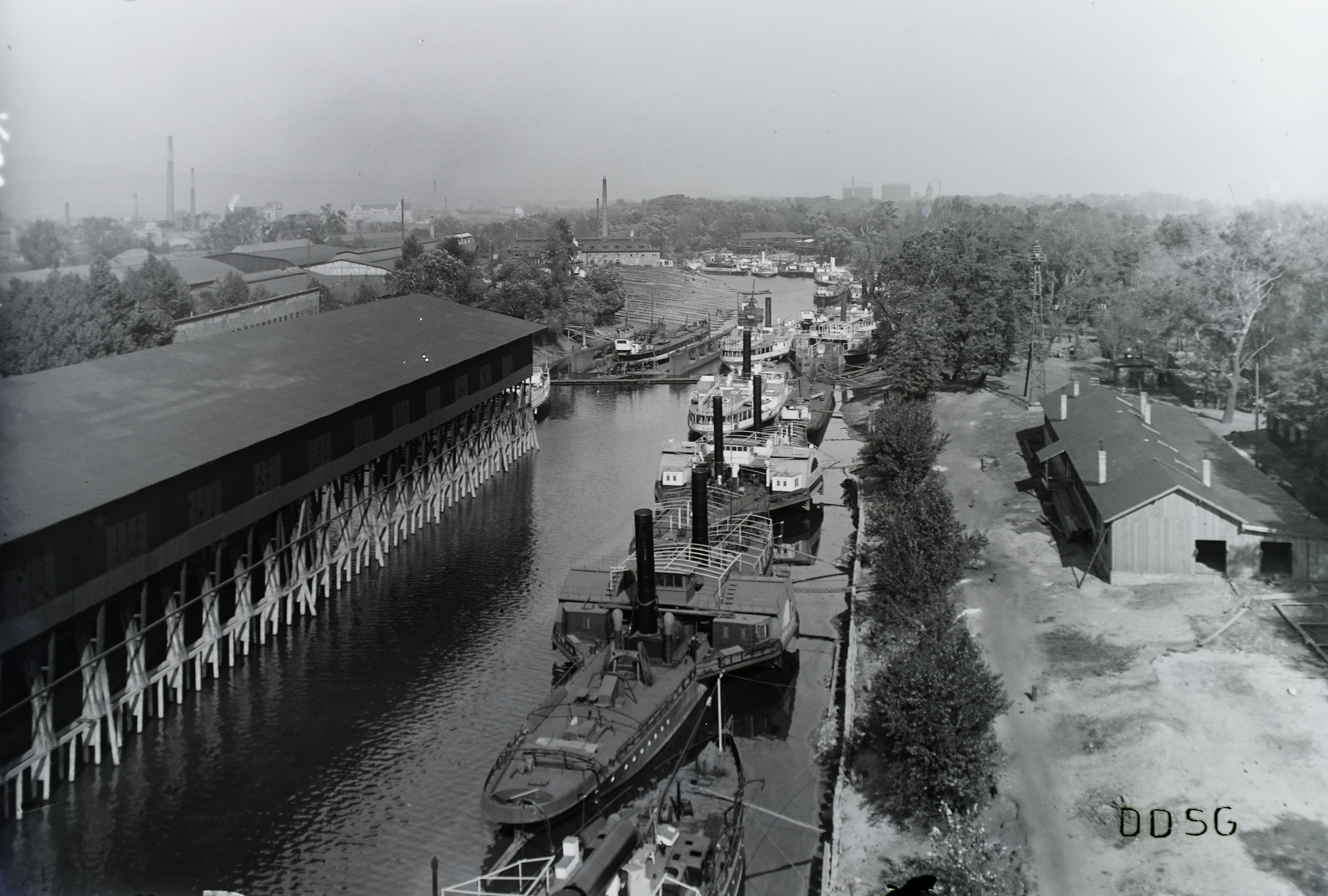
Die Anlagen der Werft im Jahre 1906

Die 1829 gegründete Erste Donau-Dampfschiffahrts-Gesellschaft (DDSG) gründete im Jahr 1835 auf Initiative von Graf István Széchenyi eine Werft in Óbuda, um an diesem im Flusslauf zentral gelegenen Ort die stetig wachsende Flotte des Unternehmens zu unterhalten und zu erweitern. Erster Leiter wurde der englische Schiffsbauer Robert John Fowles.
1836 entstanden erste Gebäude auf dem Areal, im selben Jahr lief das erste hier gebaute Schiff, der hölzerne Seitenraddampfer Árpád mit einer Kapazität von 400 Passagieren, vom Stapel. Ab 1838 wurden neben Passagierschiffen auch Lastkähne und Zugdampfer (Remorquere) hergestellt. 1839 wurde hier das erste Schiff Kontinentaleuropas mit einem Rumpf aus Eisen gebaut, die Sophia. 1844 entstand die doppelte Schiffsbauhalle nach einem Vorbild im Arsenal von Venedig.
Im selben Jahr wurde mit der Galathea die Herstellung von Schiffen mit Holzrumpf beendet. Am 10. August 1844 lief ein nach dem Gründer Széchenyi benanntes Dampfschiff vom Stapel. Hierbei wurde zum ersten Mal in einer öffentlichen Zeremonie die ungarische Nationalhymne gesungen.
Während der Revolution 1848 wurde von ungarischen Aufständischen das 1829 in Wien gebaute erste DDSG-Dampfschiff Franz I. auf der Werft in ein Kriegsschiff namens Mészáros umgebaut. 1852 wurde der österreichische Donau-Monitor Erzherzog Albrecht gebaut. Ab 1855 produzierte die Fabrik auch selbst Dampfmaschinen – bis dahin wurden diese von anderen Herstellern zugekauft. Jedoch waren dies vorerst stehende Maschinen für den Antrieb über Schiffsschrauben, erst 1860 lief mit der Aurora der erste DDSG-Raddampfer mit einer Maschine eigener Herstellung vom Stapel.
Mit dem von Denny & Brothers in Dumbarton gebauten Postdampfer Orient wird 1870 das seinerzeit größte Flusspassagierschiff mit einer in Obuda konstruierten, oszillierenden Dampfmaschine von 677 PSi Leistung ausgerüstet. Damit wurde die Orient zudem mit bis zu 22 Knoten im Totwasser zu einem der schnellsten Binnenraddampfer überhaupt. Ab 1888 wurde nach und nach die gesamte Kahnflotte der DDSG erneuert, die durchschnittliche Arbeiterzahl der Werft lag damals bereits an die 1.500 Personen.
Anfang der 1890er Jahre endete durch Gründung der ungarischen Magyar Folyam- és Tengerhajózási Rt. (MFTR) das Schifffahrtsmonopol der DDSG auf der Donau und kleinere und größere Reedereien wurden zunehmend zur Konkurrenz für das alteingesessene Unternehmen. Infolgedessen wurden fortan österreichische Schiffe hauptsächlich in Óbuda gebaut, während ungarische Schiffe auf einer Werft in Újpest entstanden.
1893 wurden in der Werft insgesamt 4.731.300 Tonnen Eisen- und Metall, 6.803.000 Kubikmeter Holz, 58.000 Bretter sowie 191.827 Tonnen Farbe und Firnis verarbeitet. Im Jahr 1894 umfasste das Werksareal eine Größe von 163.482 Quadratmetern, auf vier Stapeln konnten gleichzeitig Schiffe gebaut bzw. für Reparaturen an Land gezogen werden. Im selben Jahr wurden mit den Zugdampfern „Banhans“ und „Thommen“ die ersten Schiffe mit Dreifachexpansionsmaschinen gebaut. 1895 wurde das erste elektrisch betriebene Schwimmdock Mitteleuropas gebaut, dessen Konstrukteur Vilmos Remmel ließ es sich 1895 patentieren.
1905 lief mit der Hebe das letzte mit einer oszillierenden Dampfmaschine ausgestattete Schiff vom Stapel. 1912 werden die drei großen Passagierschiffe Budapest, Wien und Schönbrunn für je 1.400 Passagiere und mit 710 PS Leistung fertiggestellt. 1914 wurden vier Zugdampfer gebaut, die mit bis zu 1.600 PS die damals stärksten Radschlepper auf der Donau waren. Davon war Goliath bis 1974 in Betrieb, nachdem er 1956 in Linz zum Dieselmotorschiff umgebaut wurde.
Im Ersten Weltkrieg diente die Werft hauptsächlich für Reparaturen, lediglich die beiden 1.000 PS starken Dreideck-Expressdampfer Franz Josef I. (ab 1918 Jupiter) sowie Wilhelm II. (später Uranus) wurden in dieser Zeit neu gebaut. 1917 wurden auf der Werft vier U-Boote für die k.u.k Marine gebaut, die Werft agierte als Subunternehmer der Whitehead-Werft in Fiume. Sie wurden anschließend zerlegt, per Bahn nach Póla transportiert und im dortigen Arsenal montiert.
Der Untergang der Habsburgermonarchie nach Ende des Ersten Weltkrieges bedeutete für die DDSG einen sehr harten Einschnitt, von dem sich das Unternehmen nie mehr gänzlich erholen sollte. Die Flotte wurde durch Kriegsverluste und Reparationsleistungen drastisch reduziert und die Werft war nun durch eine Staatsgrenze von der DDSG-Direktion in Wien getrennt. Dennoch wurden in den ersten Nachkriegsjahren neben Reparaturen auch Neubauten vom Stapel gelassen, etwa die beiden Expressdampfer Saturnus (1920) und Helios (1922) sowie die 550 PS starken Zugdampfer der Flüsse-Klasse. 1927 wurde die Österreich mit einer Spitzenleistung von 2.500 PS als letztes und stärkstes Dampfschiff der Donaudampfschiffahrts-Gesellschaft gebaut.

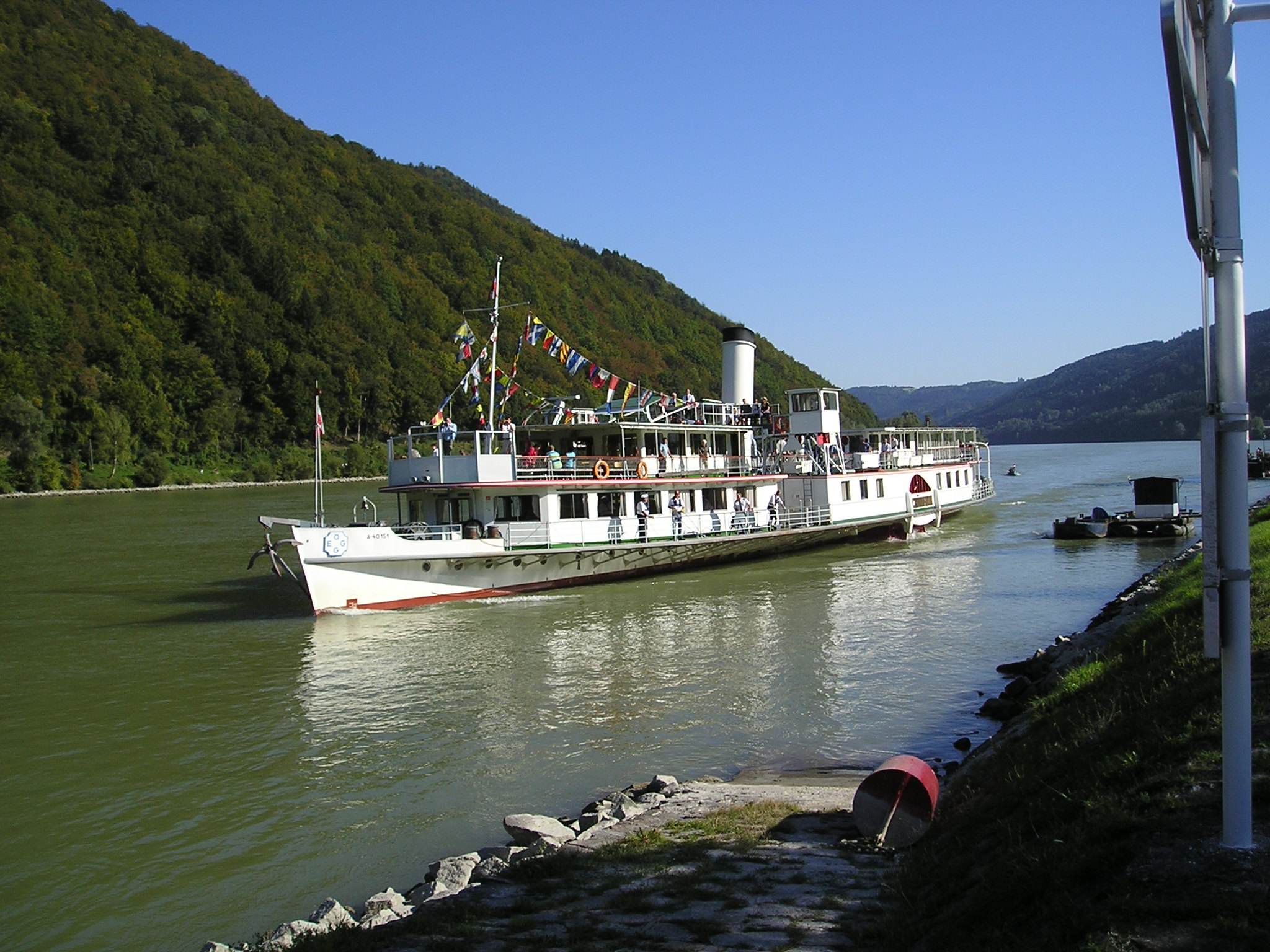
Die Schönbrunn (1912)

In den 1930er Jahren kam es zu einer zunehmenden Nationalisierung der DDSG, in deren Folge die Aufträge für Schiffsneubauten ausschließlich an die Schiffswerft Korneuburg gingen, während in Obuda nur mehr Reparaturen ausgeführt wurden. 1938, nach dem Anschluss Österreichs, kam die Werft mit der DDSG in deutschen Besitz und wurde zu einer Tochtergesellschaft der Hermann-Göring-Werke.

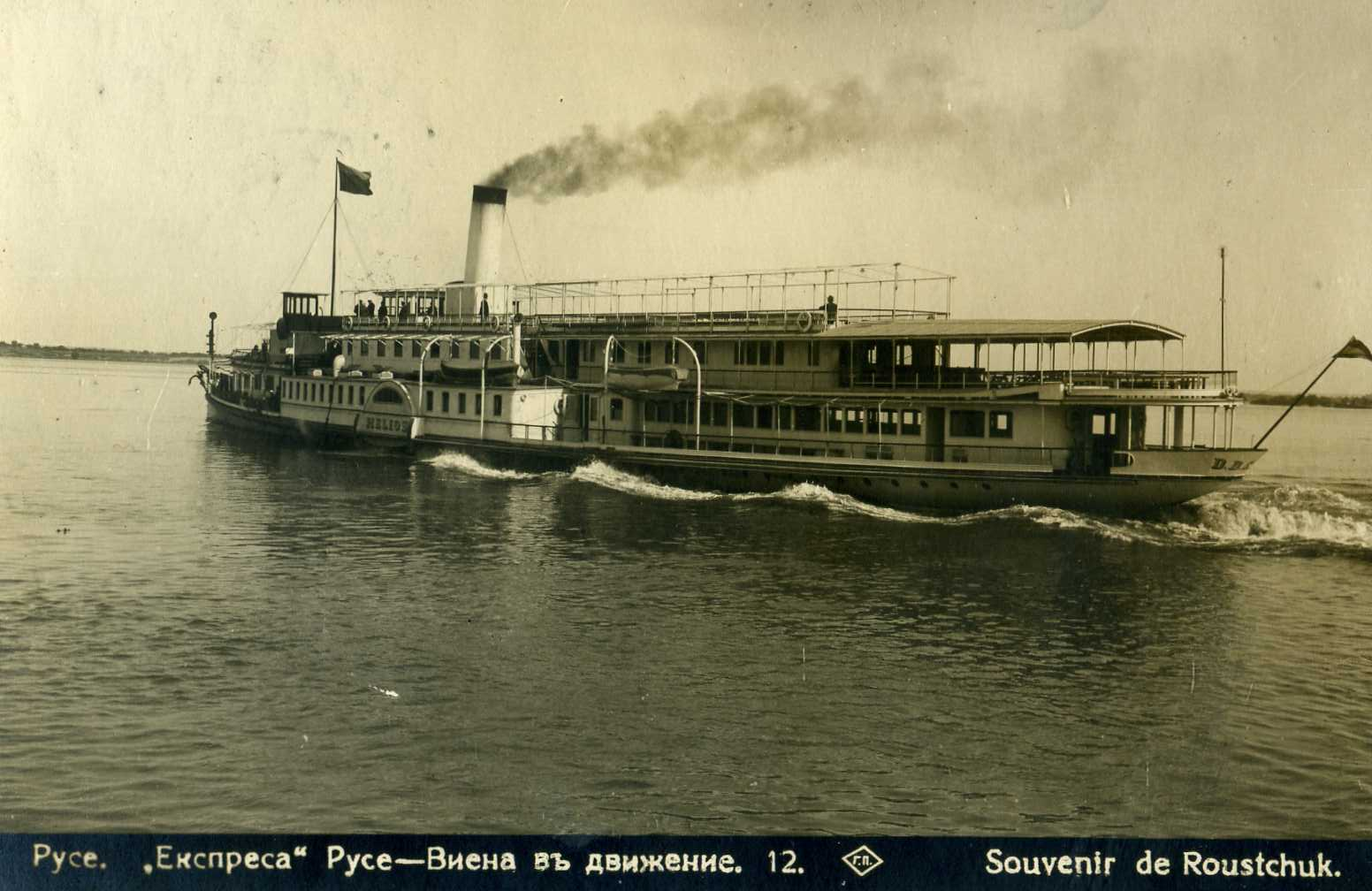
Expressdampfer Helios (1922)

### Während des Zweiten Weltkrieges
Bis zum Ende des Zweiten Weltkriegs wurden in der Werft neben Reparaturarbeiten ein Kiesbagger, ein Schraubenschlepper und zwei große Flusspassagierschiffe in slowakischem und drei in bulgarischen Auftrag gebaut. Von dieser Type fährt die Carica Joana, Baujahr 1942, noch heute unter dem Namen Katalin auf der Donau. Gegen Kriegsende 1945 ging die Fabrik als Kriegsbeute in sowjetisches Eigentum über. Das Schwimmdock wurde in den Hafen von Odessa abtransportiert.

### Nach 1945
Nach dem Krieg wurden zunächst nur die Kriegsschiffe und Transportschiffe der sowjetischen Donauschifffahrt repariert, bevor 1947 mit dem Bau einer Serie von 400 PS starken, dampfbetriebenen Zugdampfern begonnen wurde. Bis 1959 wurden insgesamt 108 Schiffe Typs 732 gebaut, davon 33 als Reparationsleistung und 75 im Rahmen kommerzieller Verträge. 1952 begann der Bau einer Reihe von dampfbetriebenen Flusspassagierschiffen mit Schaufelrädern für 352 Passagiere. Nicht weniger als 71 solcher Schiffe wurden gebaut, mit Ausnahme einiger weniger ausschließlich für die sowjetische Binnenschifffahrt. Ab 1953 ging die Werft – auf der Grundlage eines 1952 geschlossenen sowjetisch-ungarischen Regierungsabkommens – in den Besitz des ungarischen Staates über. Kriegsreparationslieferungen werden nach und nach durch Handelsverträge ersetzt.
1959 beginnt der Bau einer ersten Type von Passagierschiffen mit Dieselmotoren und Propellerantrieb, wovon 47 Schiffe gebaut werden. Diese ähnelten der vorhergehenden Type und gingen wiederum bis auf wenige Ausnahmen an die sowjetische Binnenschifffahrt. Auch 1.200 PS starke Schubschiffe wurden ab 1960 für den Export in die Sowjetunion gebaut. 48 Einheiten der nächsten Serie von 2.000 PS starken Schubschiffen an die Sowjetunion und 4 Einheiten an die tschechoslowakische Donauschifffahrt. Während des Baus dieser Serie wurden zwei 800 PS-Zugschiffe für die ungarische MAHART gebaut, die Pécs (1958) und die Miskolc (1961). Beide wurden später zu Schubschiffen umgebaut.
Ab 1962 wurde die bis dahin eigenständige Schiffswerft Óbuda mit anderen ungarischen Werften, darunter der Danubius-Schiffswerft von Ganz & Co., zum Kombinat Ungarische Werft und Kranfabrik (Magyar Hajó- és Darugyár, abgekürzt M.H.D.) zusammengeschlossen.
1985 wurde die Óbuda-Werft erneut umstrukturiert und dem ehemaligen Konkurrenten Ganz-Danubius angeschlossen, doch auch dies konnte den langsamen Niedergang der Werft nicht mehr aufhalten. Der Eisbrecher Széchenyi, benannt nach dem Gründer der Fabrik, war eines der letzten Schiffe, das im Juli 1988 Europas damals älteste Flusswerft verließ. Am 16. November 1988 wird die Auffanggesellschaft GD Óbuda Shipbuilder Rt. unter der Leitung des Geschäftsführers András Fáy gegründet. Leider konnten die Geschäftspläne nicht verwirklicht werden, deshalb begann am 1. Februar 1991 die Liquidation der Gesellschaft unter der Leitung von Gyula Kovács. 1989 wurde auch der Bahnanschluss der Werft eingestellt. Die Liquidation des Unternehmens wurde am 29. November 1999 abgeschlossen. Die Gesellschaft wurde am 30. Mai 2000 aus dem Firmenbuch gelöscht.
An der Stelle der ehemaligen Werft, deren Bauten zum Großteil noch unverändert erhalten sind, befinden sich heute Reparatur- und Dienstleistungseinrichtungen sowie Büros.

## Bilder

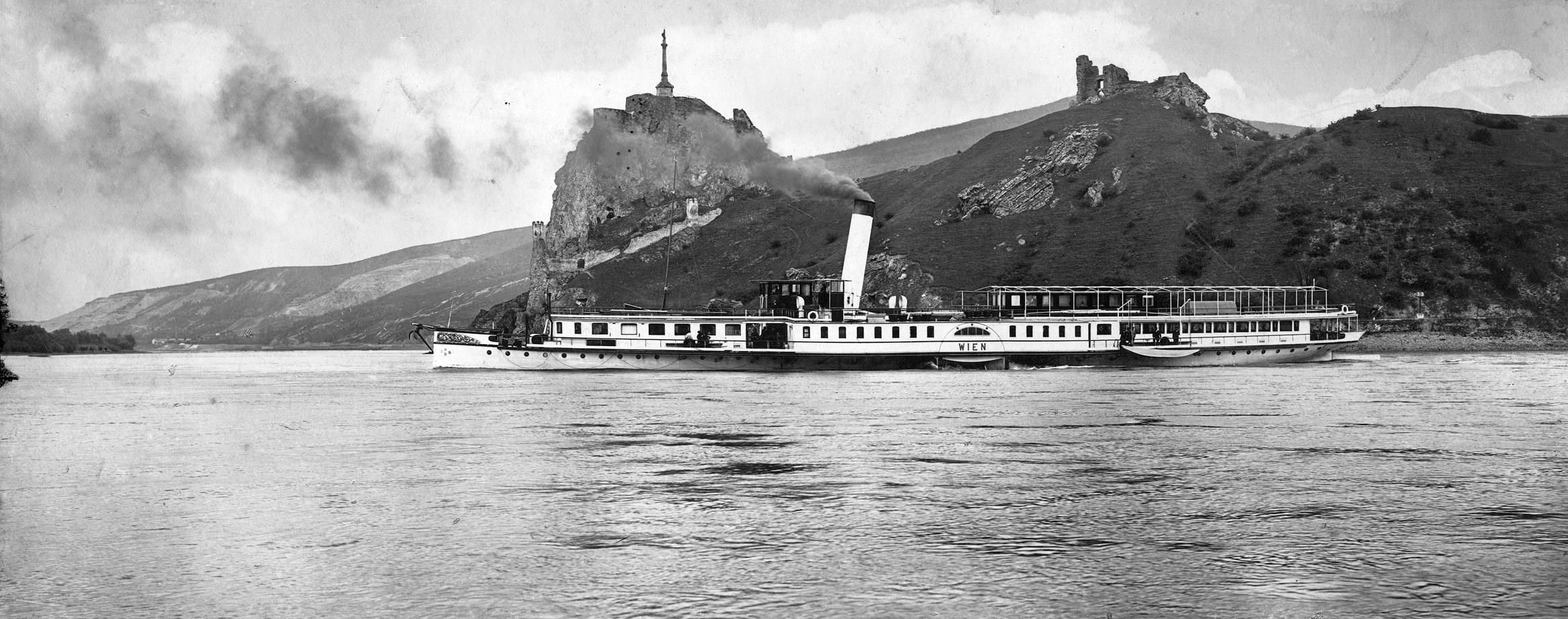
Eildampfer Wien der DDSG (1912)
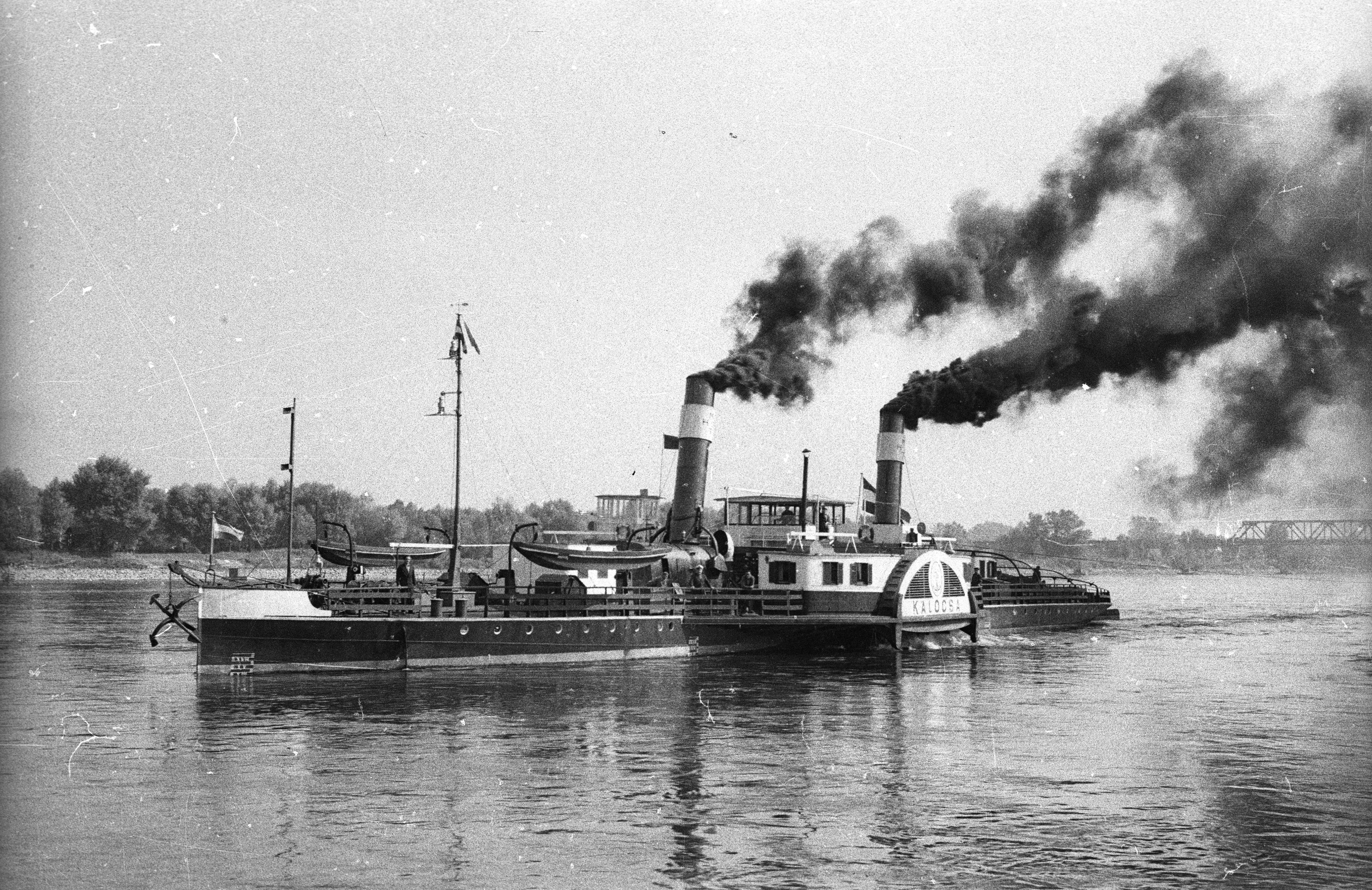
MFTR-Zugdampfer Kalocsa, ex Atlas der DDSG (1913)
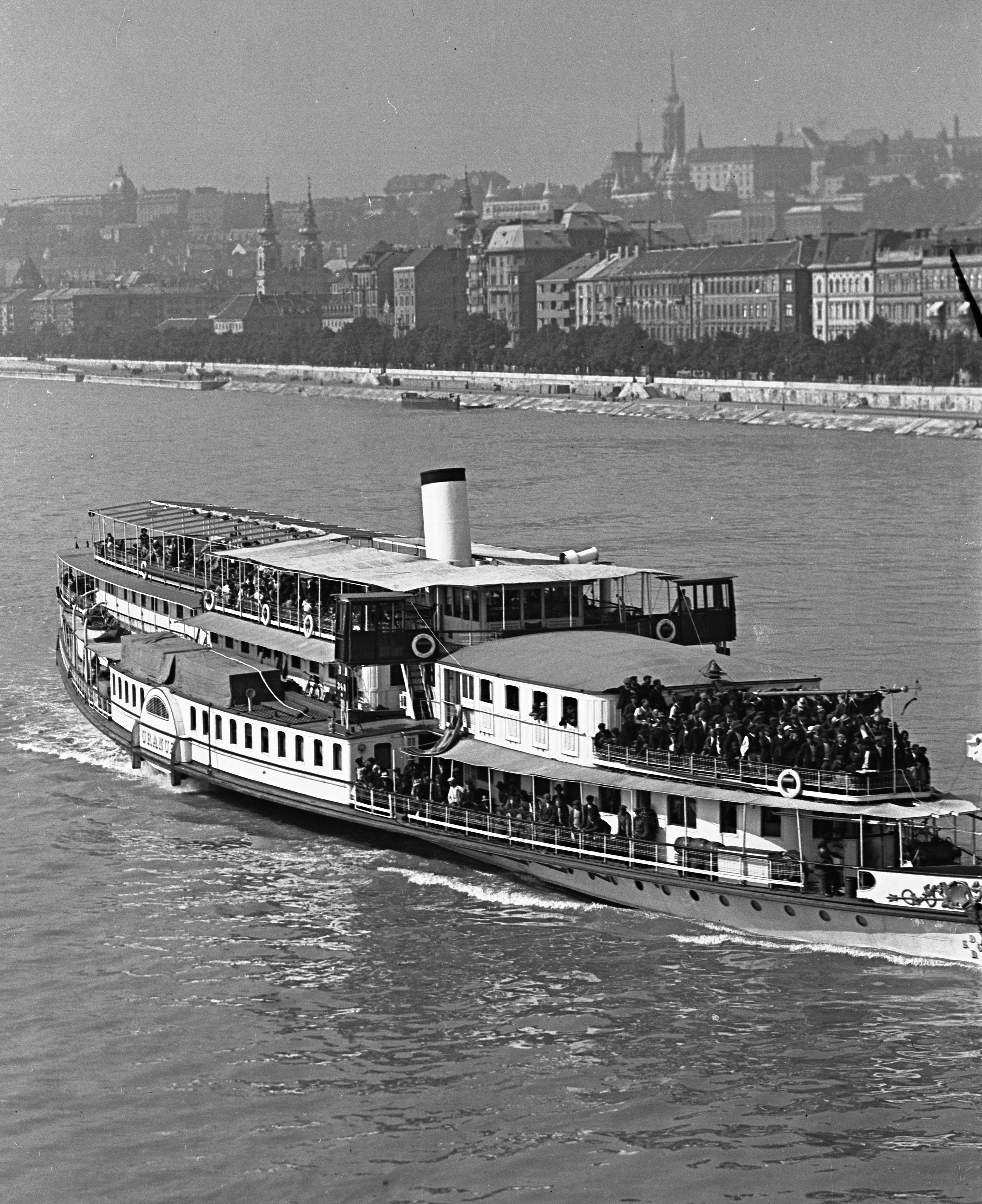
Expressdampfer Uranus (1916)
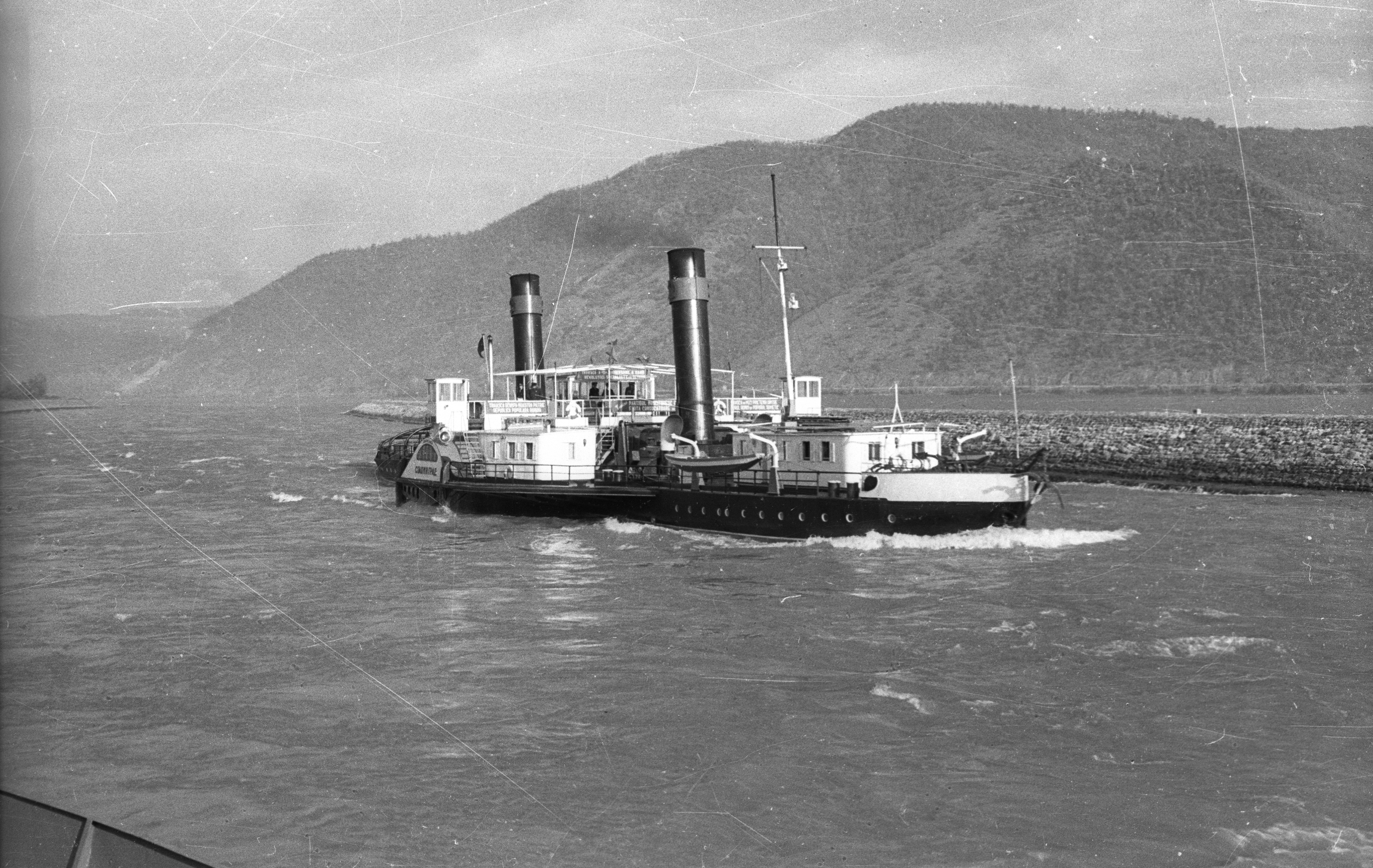
Zugdampfer Stalingrad der SDDSG, ex Österreich der DDSG (1924)
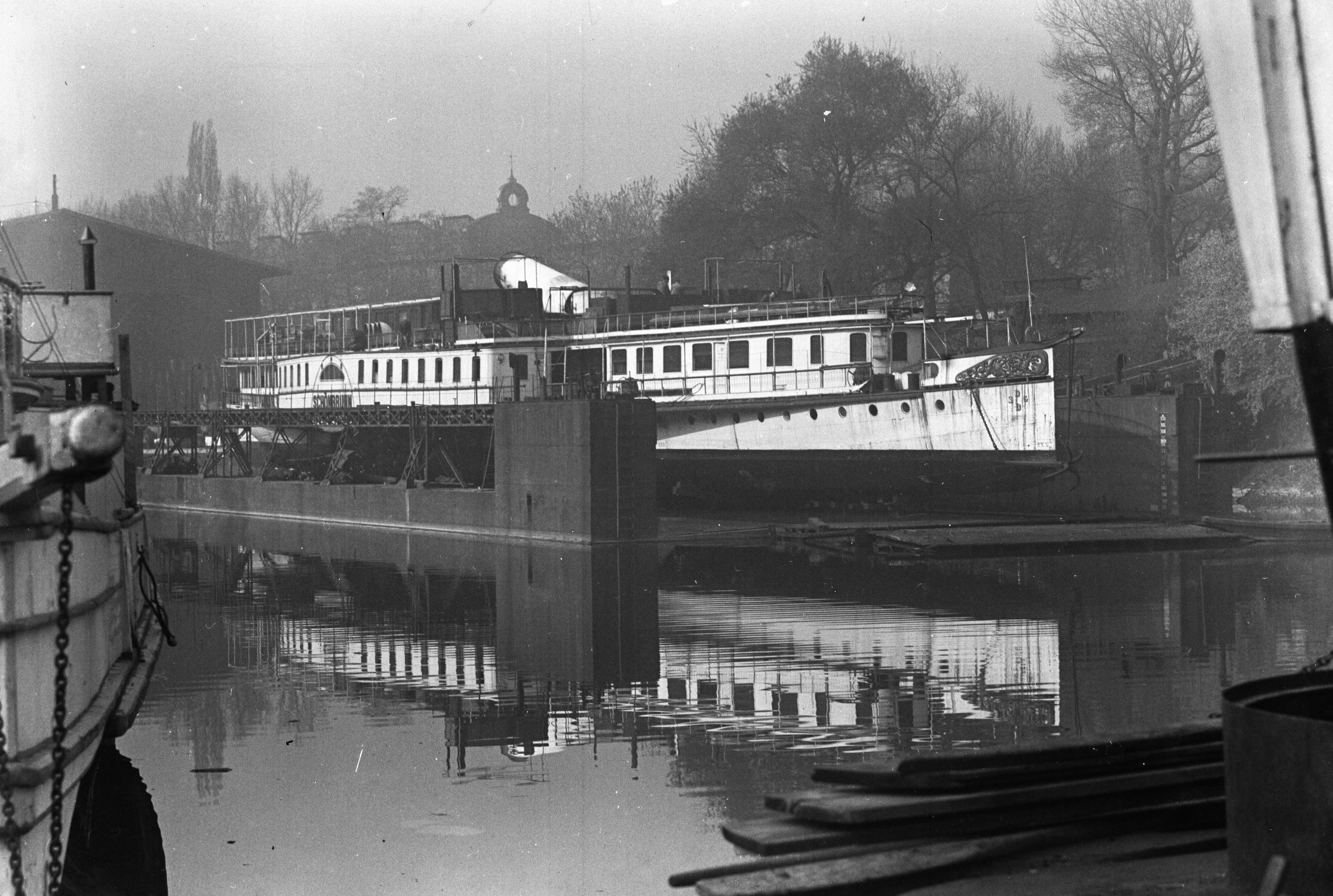
Die Schönbrunn im Schwimmdock der Werft (1938)
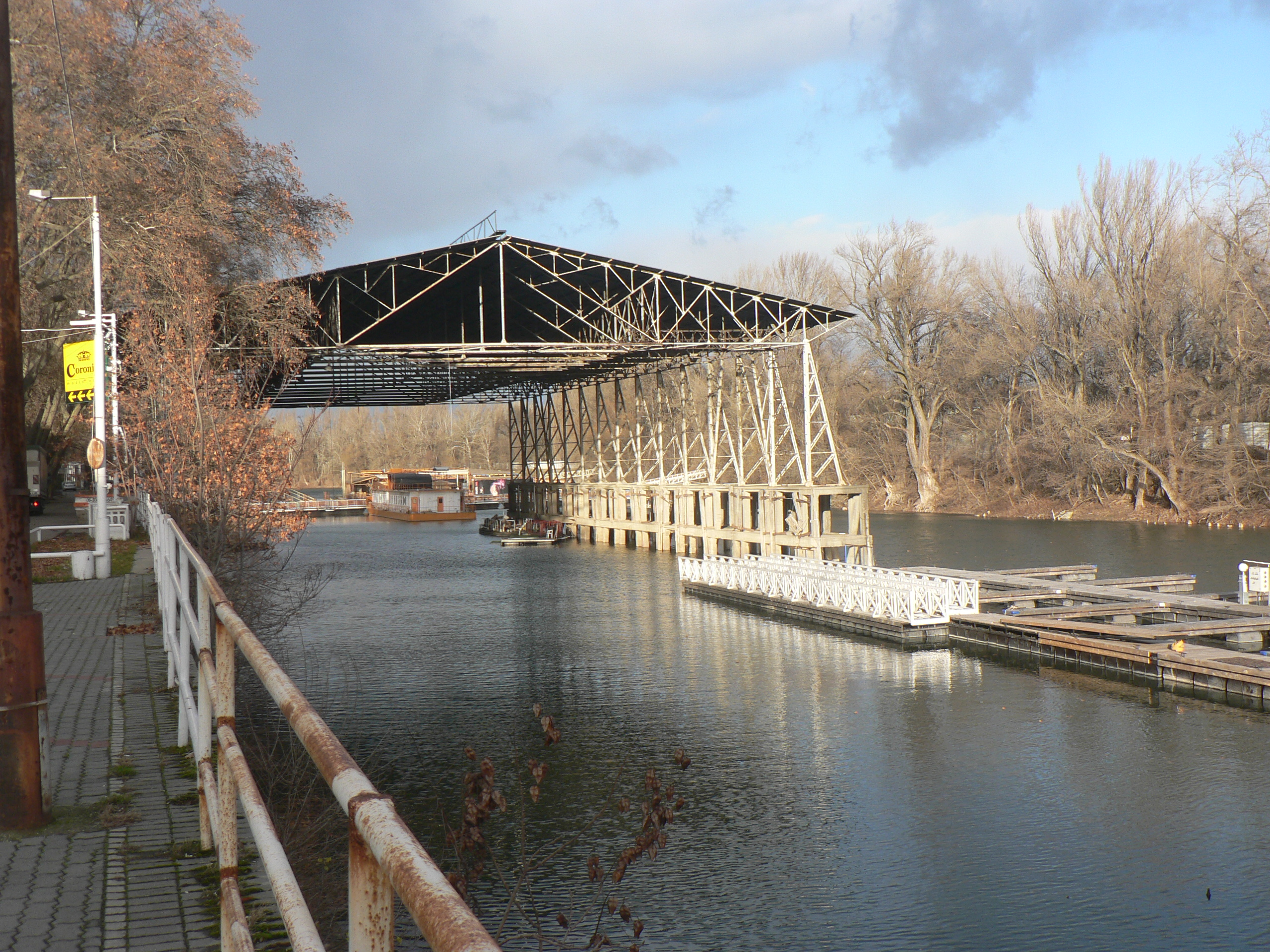
Das Werftgelände im Jahr 2008
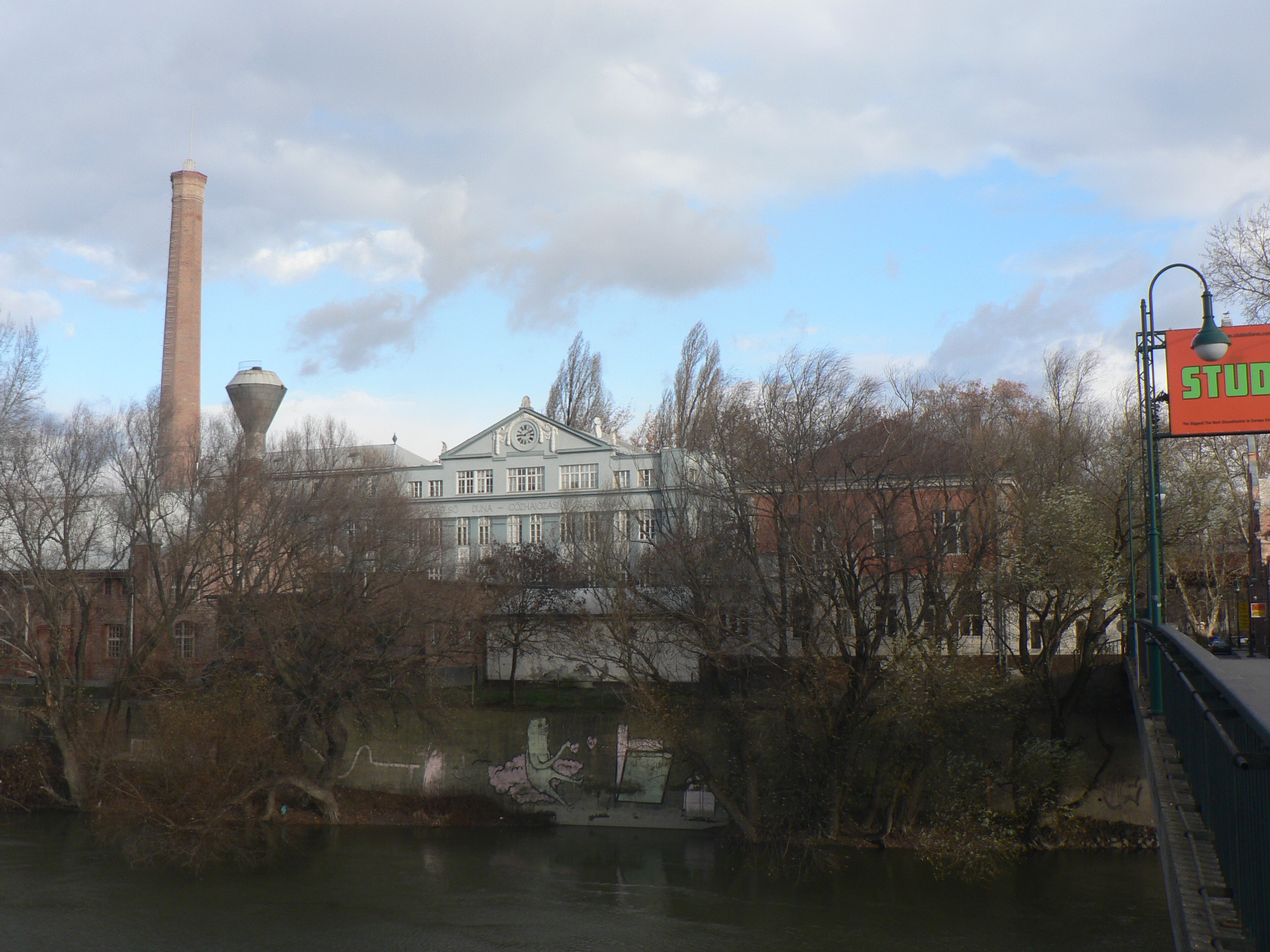
Das Werftgelände im Jahr 2008
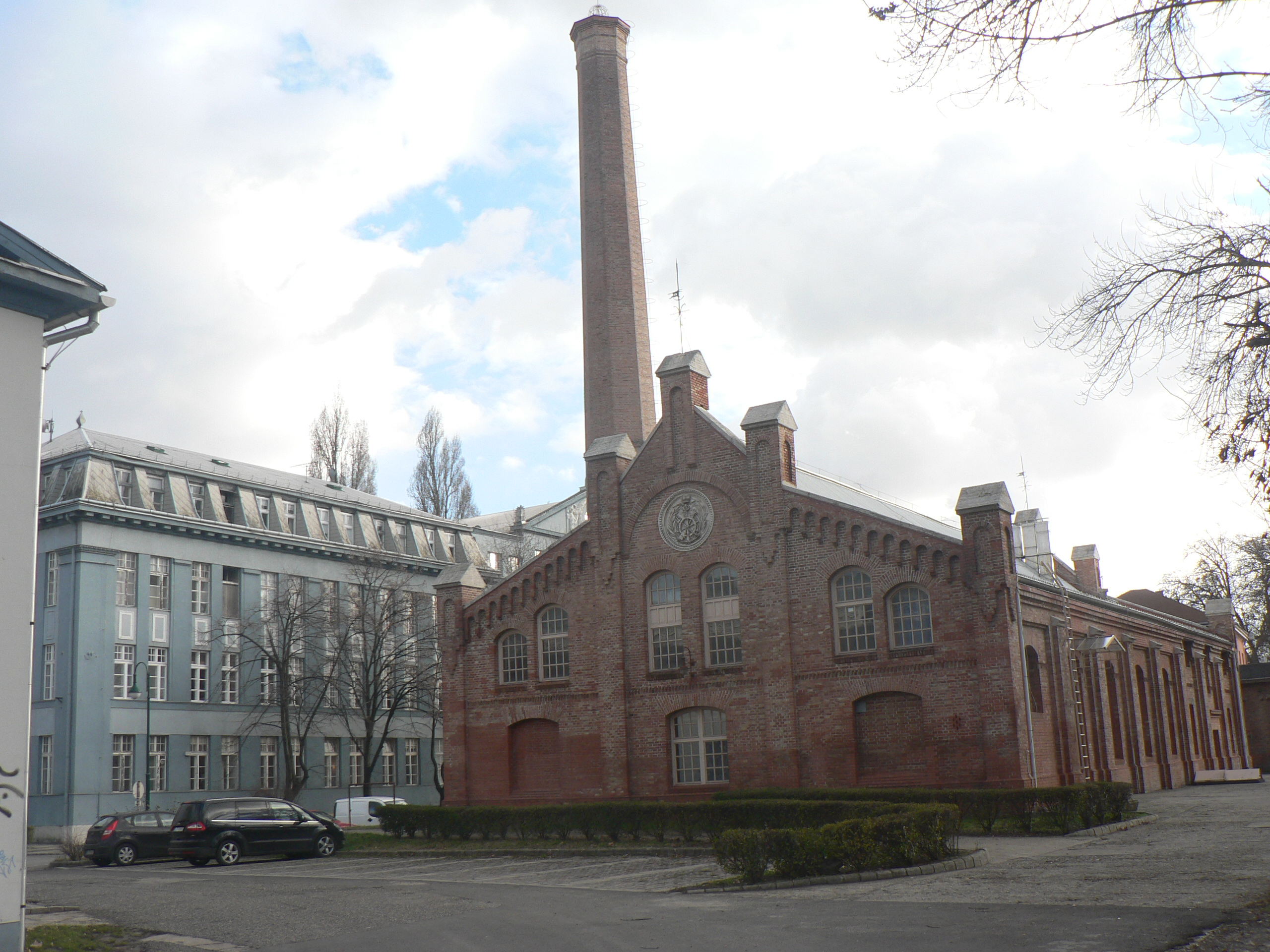
Historisches Kesselhaus
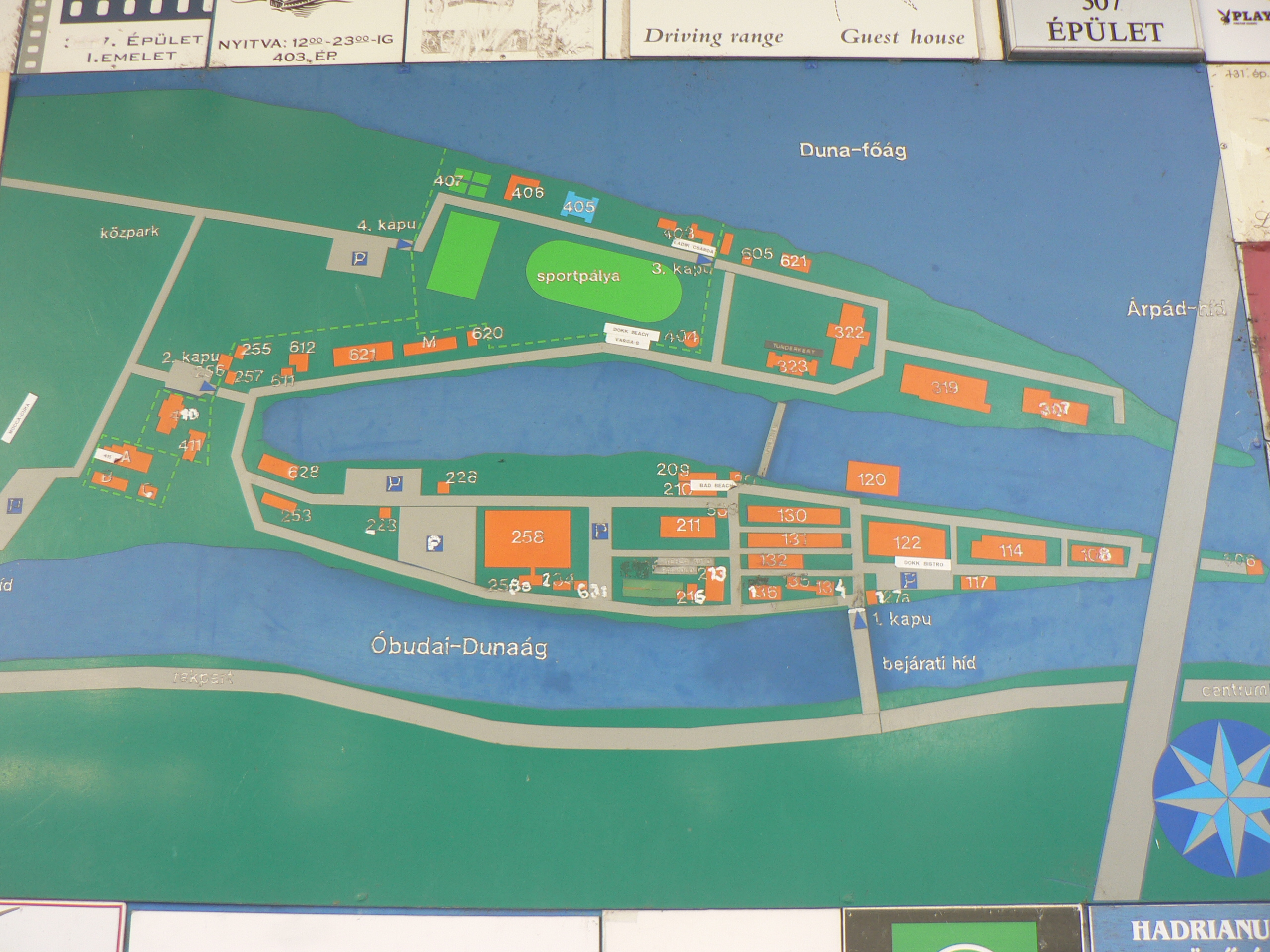
Plan des ehemaligen Werftareals